# Medalist
Medalist (メダリスト?, Medarisuto) è un manga scritto e disegnato da Tsurumaikada. Viene serializzato dal 25 maggio 2020 sulla rivista per manga seinen Monthly Afternoon di Kōdansha, mentre i capitoli vengono raccolti in volumi tankōbon a partire dal 23 settembre 2020. Un adattamento anime prodotto da ENGI è stato trasmesso dal 4 gennaio al 29 marzo 2025. Una seconda stagione è stata annunciata.
Medalist ha vinto il Next Manga Award nella categoria cartacea nel 2022, il 68° Premio Shōgakukan per i manga nella categoria generale nel 2023 e il 48° Premio Kōdansha per i manga nella medesima categoria nel 2024.

## Trama
Inori Yuitsuka, una ragazzina di 11 anni che frequenta la quinta elementare, sogna di diventare una pattinatrice artistica di livello mondiale. Si allena in segreto nella pista di pattinaggio locale, ma le concorrenti della sua età sono considerate "troppo grandi" per iniziare ad allenarsi seriamente; inoltre, dato che la carriera di pattinatrice della sorella maggiore si è conclusa con un fallimento, la madre è restia a farle fare la stessa esperienza. Un giorno un incontro fatale le fa conoscere Tsukasa Akeuraji, un ex ballerino sul ghiaccio sul punto di abbandonare lui stesso il pattinaggio agonistico, che accetta di diventare il suo allenatore e di aiutarla realizzare i suoi sogni. Le persone che circondano Inori scoprono presto che ha un immenso talento naturale per questo sport e, insieme, i due si impegnano per raggiungere l'obiettivo finale di Inori: vincere una medaglia d'oro olimpica.

## Personaggi
Inori Yuitsuka (結束 いのり?, Yuitsuka Inori)
Doppiata da: Natsumi Haruse
Tsukasa Akeuraji (明浦路 司?, Akeuraji Tsukasa)
Doppiato da: Takeo Ōtsuka
Hikaru Kamisaki (狼嵜 光?, Kamisaki Hikaru)
Doppiata da: Kana Ichinose
Jun Yodaka (夜鷹 純?, Yodaka Jun)
Doppiato da: Yuma Uchida
Rio Sonidori (鴗鳥理凰?, Sonidori Riō)
Doppiato da: Makoto Koichi
Ryoka Miketa (三毛田涼佳?, Miketa Ryōka)
Doppiata da: Hina Kino
Mario Nachi (那智鞠緒?, Nachi Mario)
Doppiata da: Megumi Toda
Ema Yamato (大和絵馬?, Yamato Ema)
Doppiata da: Kotori Koiwai
Yūdai Jakuzure (蛇崩遊大?, Jakuzure Yūdai)
Doppiato da: Takahiro Miyake
Suzu Kamoto (鹿本すず?, Kamoto Suzu)
Doppiata da: Ayasa Itō
Shinichirō Sonidori (鴗鳥慎一郎?, Sonidori Shinichirō)
Doppiato da: Taito Ban
Hitomi Takamine (高峰瞳?, Takamine Hitomi)
Doppiata da: Emiri Katō
Nozomi Yuitsuka (結束のぞみ?, Yuitsuka Nozomi)
Doppiata da: Ami Koshimizu
Mamoru Sekoma (瀬古間衛?, Sekoma Mamoru)
Doppiato da: Manabu Muraji

## Produzione
La storia si svolge a Nagoya, nella prefettura di Aichi. Inoltre l'autore, Tsurumaikada, è di Aichi. Sebbene il manga sia incentrato sul pattinaggio artistico, Tsurumaikada non aveva esperienza e conoscenza di questo sport e si è iscritto a un corso di pattinaggio artistico della durata di un mese tenuto presso il Nagoya Sports Center di Ōsu prima di iniziare a disegnare il manga. Medalist è la prima opera commerciale di Tsurumaikada.
Essendo un fan dichiarato di Natsumi Haruse, doppiatrice nota per il ruolo di Kaoru Ryūzaki in The Idolmaster Cinderella Girls U149, Tsurumaikada ha twittato nel 2018: "Mi piacerebbe anche disegnare un manga sul pattinaggio artistico che un giorno venga trasformato in un anime, e avere Natsumi Haruse nel ruolo principale!". Haruse ha narrato lo spot per l'uscita del primo volume della serie manga nel 2020.

## Media

### Manga
Il manga, scritto e disegnato da Tsurumaikada, viene serializzato dal 25 maggio 2020 sulla rivista per manga seinen Monthly Afternoon di Kōdansha. I capitoli vengono raccolti in volumi tankōbon a partire dal 23 settembre 2020. Al 23 giugno 2025 i volumi totali ammontano a 13.
Nel marzo 2021, Kodansha USA ha annunciato la pubblicazione digitale in inglese del manga in Nord America a partire dal 18 maggio 2021. All'Anime Expo 2023, Kodansha USA ha annunciato che la serie sarebbe stata pubblicata in formato cartaceo. Il primo volume è uscito il 5 marzo 2024.
La serie è distribuita anche in Polonia da Studio JG, in Francia da Nobi nobi ! e a Taiwan da Tong Li Publishing.
In Italia la serie viene pubblicata da Edizioni BD sotto l'etichetta J-Pop a partire dal 24 maggio 2023. Ogni singolo capitolo viene chiamato "Score".

#### Volumi
| 1  | 23 settembre 2020 | ISBN 978-4-06-520783-3 | 24 maggio 2023    | ISBN 978-88-349-2053-4 |
| 1  | Capitoli - 1. Il prodigio su ghiaccio (氷上の天才?, Hyōjō no tensai) - 2. Il badge test livello principianti (初級バッジテスト?, Shokyū Bajji Tesuto) - 3. Taiyaki e torta (たい焼きとケーキ?, Taiyaki to Kēki) - Short Program 1. Inori e gli uccellini (いのりと小鳥?, Inori to kotori) - Short Program 2. Tsukasa e il sushi (司とお寿司?, Tsukasa to o sushi) |                        |                   |                        |
| 2  | 22 febbraio 2021 | ISBN 978-4-06-522253-9 | 26 luglio 2023    | ISBN 978-88-349-2195-1 |
| 2  | Capitoli - 4. Coppa Meiko, programma libero della categoria femminile principianti - Parte 1 (名港杯 初級女子FS編①?, Meikō-hai shokyū joshi FS-hen 1) - 5. Coppa Meiko, programma libero della categoria femminile principianti - Parte 2 (名港杯 初級女子FS編②?, Meikō-hai shokyū joshi FS-hen 2) - 6. Coppa Meiko, programma libero della categoria femminile principianti novice B (名港杯 ノービスB女子FS編?, Meikō-hai Nōbisu Bī joshi FS-hen) - Short Program 3. La sera della prima gara (初戦の夜?, Shosen no yoru) - 7. Il Badge Test livello 1 (1級バッジテスト?, Ikkyū Bajji Tesuto) - Short Program 4. La bestia della distesa innevata (雪原の獣?, Setsugen no kemono) |                        |                   |                        |
| 3  | 23 giugno 2021 | ISBN 978-4-06-523607-9 | 27 settembre 2023 | ISBN 978-88-349-2196-8 |
| 3  | Capitoli - 8. La potenza dell'ovest - Parte 1 (西の強豪 前編?, Nishi no kyōgō zenpen) - 9. La potenza dell'ovest - Parte 2 (西の強豪 中編?, Nishi no kyōgō chūhen) - 10. La potenza dell'ovest - Parte 3 (西の強豪 後編?, Nishi no kyōgō kōhen) - 11. Odio la notte (夜が嫌い?, Yoru ga kirai) |                        |                   |                        |
| 4  | 21 ottobre 2021 | ISBN 978-4-06-525162-1 | 22 novembre 2023  | ISBN 978-88-349-1313-0 |
| 4  | Capitoli - 12. Ululare alla notte (夜に吠える?, Yoru ni hoeru) - 13. Balla la notte (夜を踊れ?, Yoru o odore) - 14. Arriva il mattino (朝が来る?, Asa ga kuru) - 15. La lezione del gatto bianco (白猫のレッスン?, Shironeko no Ressun) |                        |                   |                        |
| 5  | 23 marzo 2022 | ISBN 978-4-06-527132-2 | 10 gennaio 2024   | ISBN 978-88-349-2396-2 |
| 5  | Capitoli - 16. Il giuramento dell'atleta (選手宣誓?, Senshu sensei) - 17. Scommessa (ギャンブル?, Gyanburu) - 18. La mia carta (私のカード?, Watashi no Kādo) - 19. Il salto della regina (女王のジャンプ?, Joō no Janpu) - Exhibition. The Beast of Fire and Ice (氷焔の獣?, Hyōen no kemono) |                        |                   |                        |
| 6  | 22 luglio 2022 | ISBN 978-4-06-528515-2 | 20 marzo 2024     | ISBN 978-88-349-2497-6 |
| 6  | Capitoli - 20. Sovversione (下克上?, Gekokujō) - 21. Kiss and cry (キスアンドクライ?, Kisu Ando Kurai) - 22. Il segnale (狼煙?, Noroshi) - 23. Allenamento intensivo (強化練習?, Kyōka renshū) |                        |                   |                        |
| 7  | 22 dicembre 2022 | ISBN 978-4-06-529918-0 | 15 maggio 2024    | ISBN 978-88-349-2566-9 |
| 7  | Capitoli - 24. Un balzo comune (よくある飛躍?, Yoku aru hiyaku) - 25. Ardore (熱血?, Nekketsu) - 26. Il lago ghiacciato (氷の湖?, Kōri no mizūmi) - 27. L'uovo d'oro (金の卵?, Kin no tamago) - 28. La superficie evanescente (消える銀盤?, Kieru ginban) |                        |                   |                        |
| 8  | 23 maggio 2023 | ISBN 978-4-06-531682-5 | 10 luglio 2024    | ISBN 978-88-349-2713-7 |
| 8  | Capitoli - 29. Le prove pubbliche (公式練習?, Kōshiki renshū) - 30. Un motivo superficiale (浅い動機?, Asai dōki) - 31. La fata madrina (魔法使い?, Mahōtsukai) - 32. Il lupo (狼?, Ōkami) |                        |                   |                        |
| 9  | 23 ottobre 2023 | ISBN 978-4-06-533261-0 | 16 ottobre 2024   | ISBN 978-88-349-2967-4 |
| 9  | Capitoli - 33. Il piccolo anatroccolo (あひるの子?, Ahiru no ko) - 34. Il quadruplo Saichow (4回転サルコウ?, Yonkaiten Sarukou) - 35. Livello 4 (レベル4?, Reberu Fō) - 36. Il titolo ambito (目指す資格?, Mezasu shikaku) |                        |                   |                        |
| 10 | 22 marzo 2024 | ISBN 978-4-06-535154-3 | 22 gennaio 2025   | ISBN 978-88-349-3199-8 |
| 10 | Capitoli - 37. GP junior (ジュニアGP?, Junia GP) - 38. Le regole delle junior (ジュニアのルール?, Junia no Rūru) - 39. Andare per tentativi (試行錯誤?, Shikōsakugo) - 40. Maestro (恩師?, Onshi) - Short Program 5. Novice A maschile (ノービスA男子?, Nōbisu A danshi) |                        |                   |                        |
| 11 | 22 agosto 2024 | ISBN 978-4-06-536472-7 | 11 giugno 2025    | ISBN 978-88-349-3362-6 |
| 11 | Capitoli - 41. (騎士と柔?, Kishi to yawara) - 42. (JGP第1戦バンコクSP?, JGP dai issen Bankoku SP) - 43. (一番上の少女?, Ichiban-jō no shōjo) - 44. (傷と鰭?, Kizu to hire) - 45. (善意の策動?, Zen'i no sakudō) - Short Program 6. (ジュニア合宿サイドB?, Junia gasshuku Saido B) |                        |                   |                        |
| 12 | 22 gennaio 2025 | ISBN 978-4-06-538012-3 | —                 | —                      |
| 12 | Capitoli - 46. (光と影?, Hikari to kage) - 47. (夜の生き物?, Yoru no ikimono) - 48. (約束の日?, Yakusoku no hi) - Short Program 7. (ジュニア合宿サイドB?, Junia gasshuku Saido B) |                        |                   |                        |
| 13 | 23 giugno 2025 | ISBN 978-4-06-539705-3 | —                 | —                      |
| 13 | Capitoli - 49. (全日本ジュニア女子SP?, Zen'nihon Junia joshi SP) - 50. (本気の証明?, Honki no shōmei) - 51. (全日本ジュニア女子FS (前編)?, Zen'nihon Junia joshi FS (zenpen)) - 52. (全日本ジュニア女子FS (後編)?, Zen'nihon Junia joshi FS (kōhen)) - 53. (人魚と刃?, Ningyo to ha) - Short Program 8. (慎一郎24歳?, Shin'ichirō 24-sai) |                        |                   |                        |

#### Capitoli non ancora in formatotankōbon
Questa lista è suscettibile di variazioni e potrebbe essere incompleta o non aggiornata.

### Anime

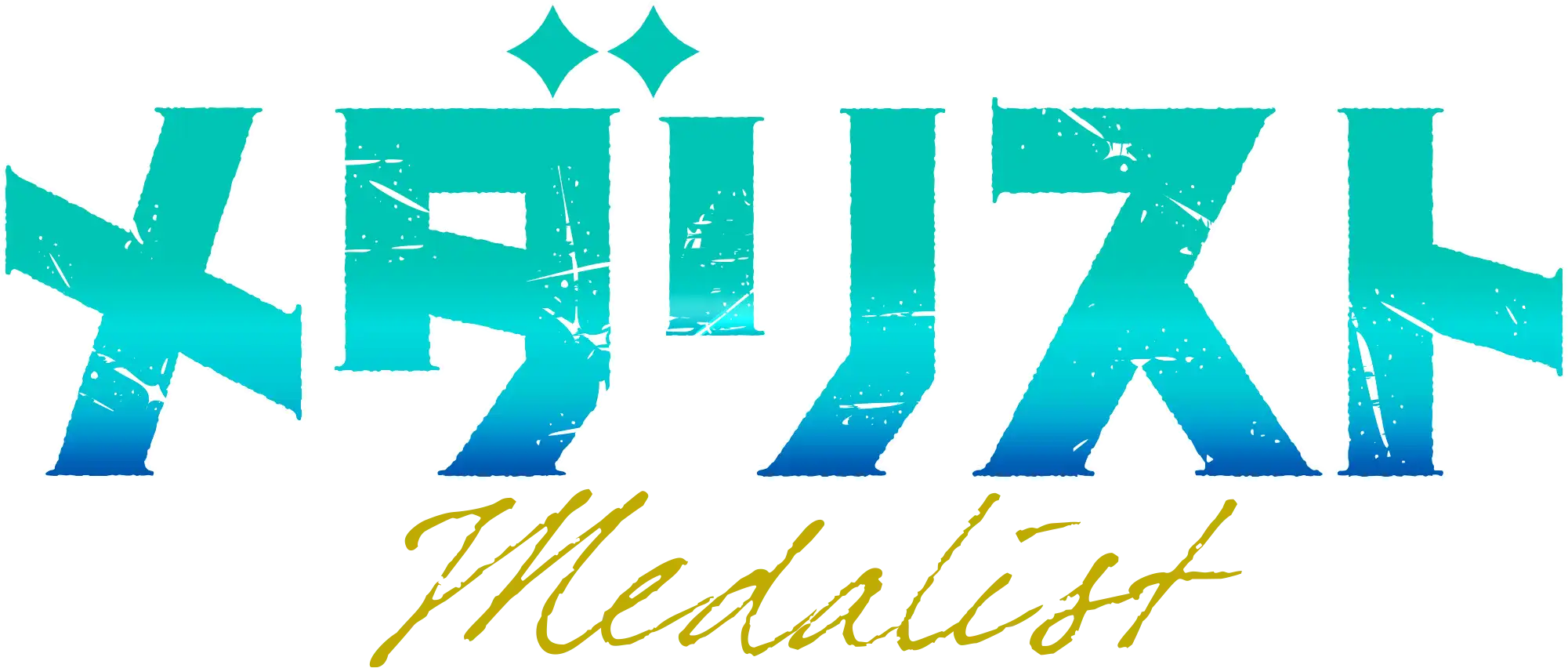
Logo della serie

Il 18 maggio 2023 è stato annunciato un adattamento anime della serie. È prodotto da ENGI e diretto da Yasutaka Yamamoto, con la sceneggiatura scritta da Jukki Hanada, il character design di Chinatsu Kameyama e la colonna sonora composta da Yuki Hayashi. Le coreografe dell'adattamento anime sono le pattinatrici professioniste Akiko Suzuki e Yuhana Yokoi, insieme alla pattinatrice in attività Hinano Isobe. La serie è stata trasmessa in Giappone dal 4 gennaio al 29 marzo 2025 nel blocco di programmazione NUMAnimation di TV Asahi. In Italia la serie viene trasmessa dal 5 gennaio 2025 su Disney+.
La sigla di apertura è Bow and Arrow di Kenshi Yonezu. Il video ufficiale del brano, per il quale il due volte campione olimpico Yuzuru Hanyu ha appositamente realizzato un programma, è stato visualizzato 10 milioni di volte in 10 giorni. La sigla di chiusura è Atashi no Dress (アタシのドレス?, Atashi no Doresu, lett. "Il mio vestito") cantata da Neguse. La serie viene trasmessa in streaming su Disney+.
Dopo la messa in onda dell'ultimo episodio, è stata annunciata la seconda stagione.

#### Episodi
| Nº | Titolo italiano Giapponese 「Kanji」 - Rōmaji                                                                                     | In onda          | In onda |
| Nº | Titolo italiano Giapponese 「Kanji」 - Rōmaji                                                                                     | Giapponese       |         |
| 1  | Il prodigio su ghiaccio 「氷上の天才」 - Hyōjō no tensai                                                                          | 4 gennaio 2025   |         |
| 2  | Il Badge Test livello principianti 「初級バッジテスト」 - Shokyū Bajji Tesuto                                                     | 11 gennaio 2025  |         |
| 3  | Taiyaki e torta 「たい焼きとケーキ」 - Taiyaki to Kēki                                                                            | 18 gennaio 2025  |         |
| 4  | Programma libero della categoria femminile principianti (parte uno) 「名港杯 初級女子FS（前）」 - Meikō-hai shokyū joshi FS (mae) | 25 gennaio 2025  |         |
| 5  | Programma libero della categoria femminile principianti (parte due) 「名港杯 初級女子FS（後）」 - Meikō-hai shokyū joshi FS (ato) | 1º febbraio 2025 |         |
| 6  | La sera della prima gara 「初戦の夜」 - Shosen no yoru                                                                            | 8 febbraio 2025  |         |
| 7  | Il Badge Test livello uno 「1級バッジテスト」 - 1-kyū Bajji Tesuto                                                                | 15 febbraio 2025 |         |
| 8  | Le potenze dell'ovest (parte uno) 「西の強豪 （前）」 - Nishi no kyōgō (mae)                                                      | 22 febbraio 2025 |         |
| 9  | Le potenze dell'ovest (parte due) 「西の強豪 （後）」 - Nishi no kyōgō (ato)                                                      | 1º marzo 2025    |         |
| 10 | Ululare alla notte 「夜に吠える」 - Yoru ni hoeru                                                                                 | 8 marzo 2025     |         |
| 11 | Balla la notte 「夜を踊れ」 - Yoru o odore                                                                                        | 15 marzo 2025    |         |
| 12 | La lezione di Shirone 「白猫のレッスン」 - Shironeko no Ressun                                                                    | 22 marzo 2025    |         |
| 13 | Arriva il mattino 「朝が来る」 - Asa ga kuru                                                                                      | 29 marzo 2025    |         |

## Accoglienza
La serie si è classificata al quindicesimo posto nella "Nationwide Bookstore Employees' Recommended Comics of 2021" del sito web Honya Club e si è classificata al dodicesimo posto nell'edizione del 2022. La serie si è classificata al sedicesimo post su 50 candidati ai Next Manga Award del 2021 nella categoria cartacea; ha vinto il premio nel 2022. La serie si è piazzata al nono posto nel Tsutaya Comic Award del 2021, e si è piazzata al terzo posto nell'edizione del 2022. La serie si è classificata al 30º posto nella lista dei "libri dell'anno" del 2021 della rivista Da Vinci; si è classificata al 23º posto nella lista del 2022; e al 27º posto nella lista del 2023.
La serie ha vinto il 68º Premio Shōgakukan per i manga nella categoria generale nel 2023. È stata nominata per il 47º Premio Kōdansha per i manga nella categoria generale nel 2023; ha vinto nella stessa categoria per la 48ª edizione nel 2024.